# Алексеевский (Большечерниговский район)
 Алексеевский  — поселок в Большечерниговском районе Самарской области в составе сельского поселения Поляков.

## География
Находится на расстоянии примерно 10 километров по прямой на юг от районного центра села Большая Черниговка.

## Население
Постоянное население составляло 347 человек в 2002 году (русские 54%, казахи 32%) ,  352 в 2010 году.